# Mahmoud Salem (activist)
Mahmoud Salem, pennaam The Sandmonkey (Heliopolis, 21 mei 1981), is een prominent Egyptisch activist, blogger en columnist.
Zijn weblog Rantings of a Sandmonkey viel in verschillende prijzen en werd door meer dan 5,5 miljoen unieke bezoekers bekeken. Zijn Twitteraccount heeft meer dan 135.000 volgers (stand december 2013). De Egyptische autoriteiten zetten hem tot tweemaal toe vast en de Egyptische tak van de salafistische beweging Ansar al-Sharia plaatste hem op een dodenlijst.

## Biografie
Salem groeide op in Heliopolis en sloot zijn studie af aan de Northeastern University in Boston met een mastergraad in bedrijfskunde. Bij terugkeer in zijn eigen land, in 2004, startte hij zijn weblog Rantings of a Sandmonkey, waarop hij kritiek levert op de Egyptische regering en zijn ideeën spuit over een betere toekomst voor zijn land. Sandmonkey (zandaap) is een scheldwoord voor Arabieren en koos hij als provocatie naar Westerse lezers.
Naar zijn eigen beschrijving is hij een "pro-Amerikaanse, libertarische, seculiere, ontevreden, knorrige en extreem cynische zandaap." Op zijn weblog schrijft hij over een groot aantal verschillende onderwerpen, die kunnen variëren van Amerikaanse en Egyptische politiek en terroristische aanslagen tot vrouwenrechten. Vooral toen hij nog jonger was, schreef hij ook over meer luchtige onderwerpen, zoals over de stamboom van Donald Duck en de bikini van prinses Leia uit Star Wars.
In 2006 merkte hij voor het eerst dat zijn weblog effect had. In die tijd speelde de rel over de cartoons over Mohammed in Jyllands-Posten. Salem vond het onzinnig om Deense boter te boycotten en startte met een Jordaanse blogger de satirische actie Boycott the Boycott, met als slogan "Steun Deense Koeien", waar ze gekscherend aan toevoegden: omdat ze cool zijn, in tegenstelling tot Britse koeien die de gekke-koeien ziekte hebben. Enkele maanden voor de rel had hij de cartoons al in een Egyptische krant zien staan, wat niet tot ophef had geleid en hem duidelijk maakte dat de rel doorgestoken kaart was. Nadat hij de cartoons over had gezet naar zijn weblog, kreeg hij 50.000 bezoeken per dag, waarop de heisa volgens hem begon. De Egyptische ambassadeur ontkende aanvankelijk dat de cartoons drie maanden eerder al in een Egyptische krant hadden gestaan. Toen haar echter de krant toegestuurd werd, zag ze zich gedwongen haar functie neer te leggen.
Een terugkerend onderwerp op zijn weblog is de toestand van andere bloggers, bijvoorbeeld in het geval van een arrestatie. Begin 2007 sloot hij zich aan bij een brede campagne voor de vrijlating van Karim Amer, variërend van pro-Amerika (hijzelf), pro-Moslimbroederschap (zoals Abdel Moneim Mahmoud) tot pro-democratie (zoals Alaa Abd el-Fattah). Ondanks dat het protest verder ook internationaal veel bijval kende, werd Amer echter niet vervroegd vrijgelaten.
Met zijn weblog won hij verschillende prijzen, waaronder in 2006 en in 2007 de prijs voor Beste weblog van het Midden-Oosten en Afrika. In 2011 werd hij onderscheiden met een prijs uit het internationale Best of the Blogs. Hij schrijft verder nog columns voor de Egyptische krant Daily News.
Tussen mei en augustus 2007 stopte hij met bloggen, omdat er te veel doen was om zijn weblog en hij vreesde voor sancties van de autoriteiten. Vóór de Egyptische Revolutie van 2011 merkte hij dat hij gevolgd werd door de veiligheidsdiensten en tijdens de revolutie werd hij opgepakt. Enkele dagen later belaagden Moebarak-aanhangers hem en vernielden zijn auto. Nog voor de val van president Moebarak besloot hij zijn identiteit bekend te maken, om de strijd met de veiligheidsdiensten met open vizier aan te gaan. In december 2012 bleek hij zich het gram van de Egyptische tak van de Salafistische beweging Ansar al-Sharia op zijn hals te hebben gehaald, die hem en 65 andere prominente Egyptenaren op een dodenlijst hadden gezet.
Na de revolutie, eind 2011, stelde hij zich verkiesbaar voor de nieuwe partij Vrije Egyptenaren tijdens de parlementsverkiezingen. Hij deed mee voor het kiesdistrict Heliopolis.